# Walter Quiring (Theologe)
Walter Quiring (* 5. Oktober 1898; † 18. März 1977) war ein deutscher Theologe und Leiter eines Predigerseminars.

## Leben
Walter Quiring besuchte von 1921 bis 1925 die Predigerschule Vohwinkel der Freien evangelischen Gemeinden. Danach war er bis 1934 Prediger eines Gemeindebezirkes in Weichersbach. 1934 wurde er als theologischer Lehrer an die Predigerschule Vohwinkel berufen. Von 1935 bis 1961 war Quiring in der Leitung der Predigerschule als Rektor tätig.
Er war verheiratet mit Emmi geborene Franz, mit der er neun Kinder hatte.

## Werk
Walter Quiring war maßgeblich am Aufbau des Evangeliums-Rundfunks (ERF) in Wetzlar beteiligt und gehörte dessen ehrenamtlichem Vorstand als theologischer Berater an. Er war der Prediger der ersten vom ERF ausgestrahlten Radiosendung.